# Zenit-E

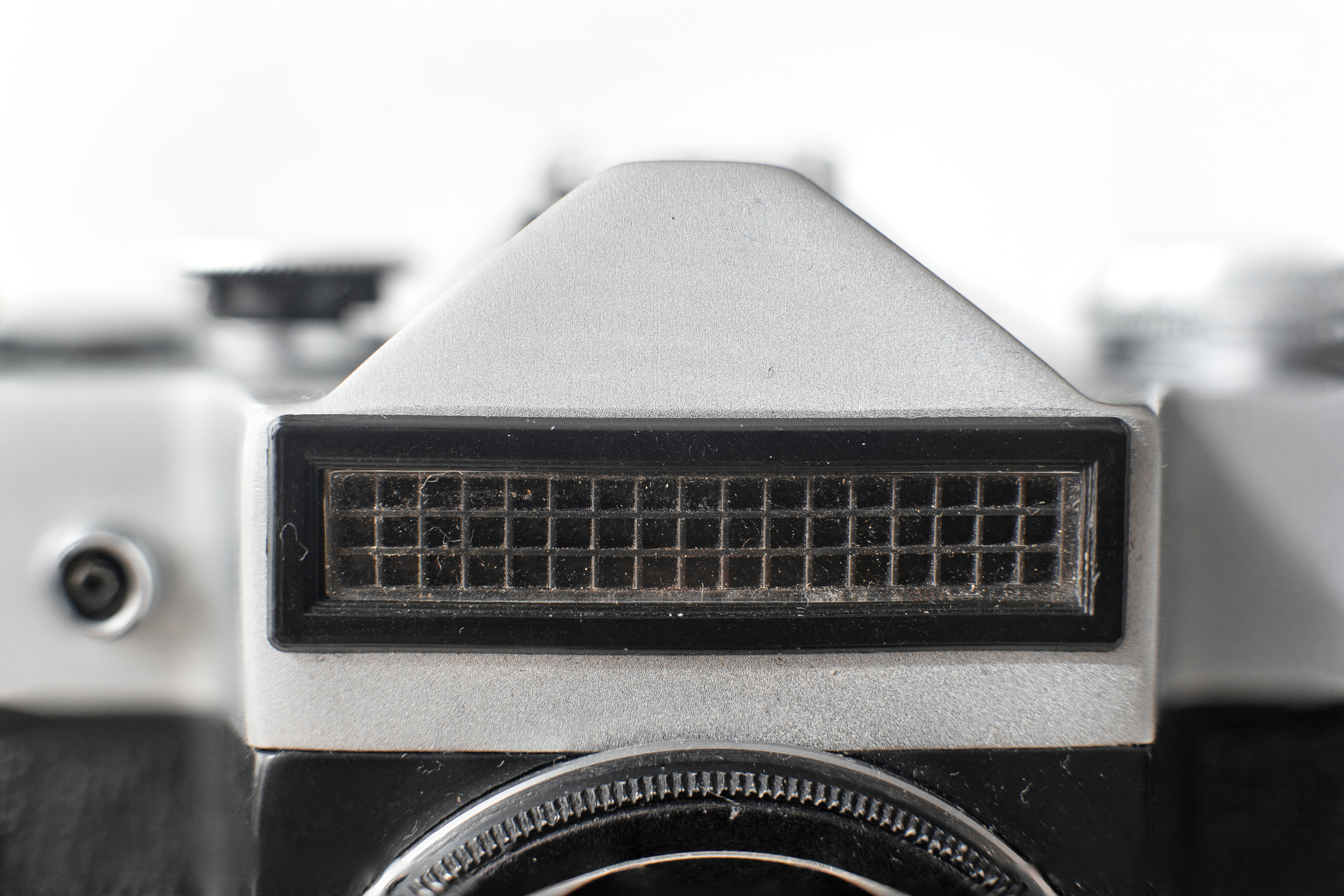
Fotozelle des Selen-Belichtungsmessers

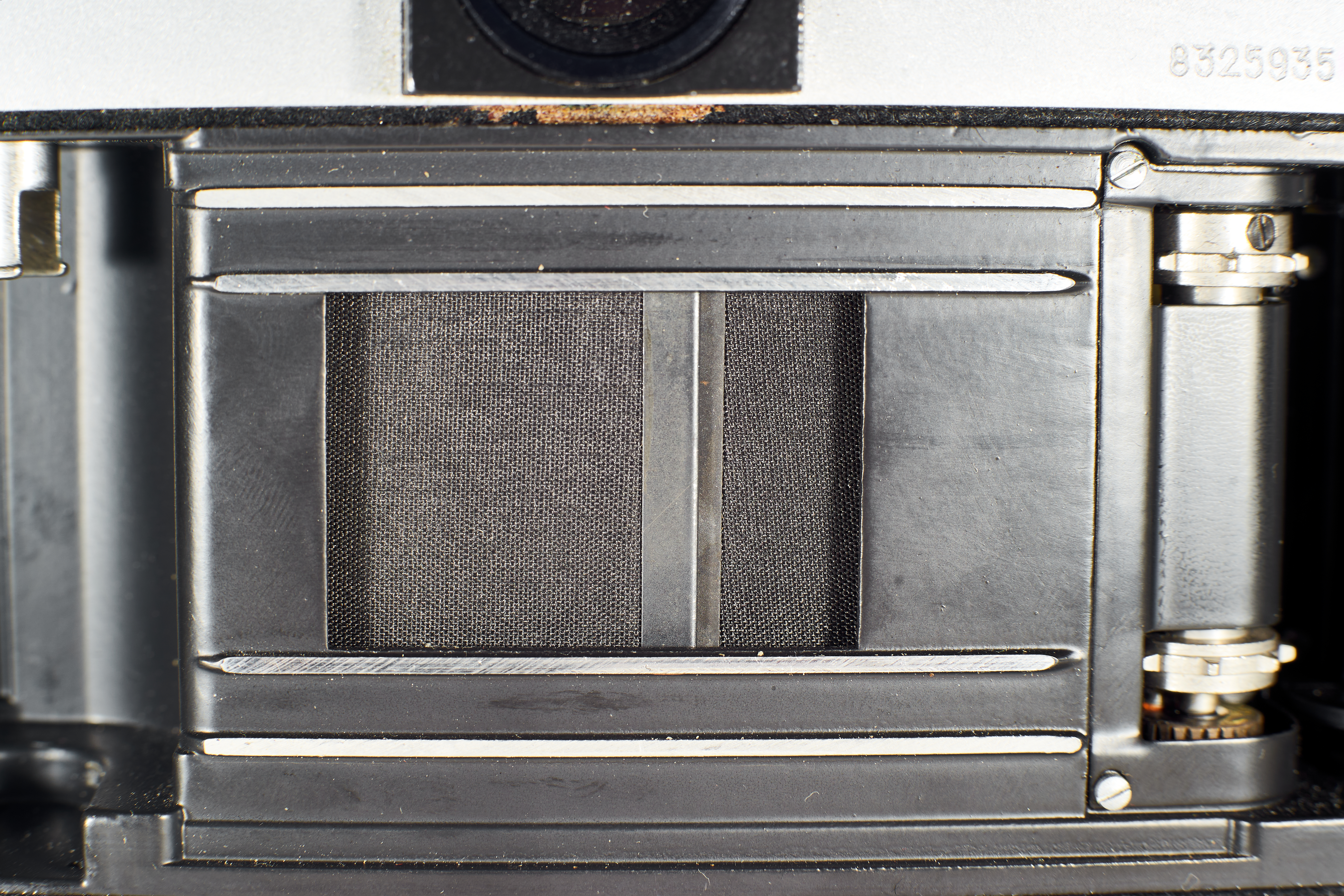
Stoffvorhänge des horizontal ablaufenden Schlitzverschlusses

Die Zenit-E (russisch Зенит-Е) ist eine Kleinbild-Spiegelreflexkamera der sowjetischen Zenit-Kamerareihe. Sie wurde von der Krasnogorski Mechanitscheski Sawod (russisch Красногорский механический завод, zu deutsch Krasnogorsker Mechanikfabrik; üblicherweise KMZ abgekürzt) entwickelt und von 1965 bis 1981 in den Werken von KMZ sowie von 1973 bzw. 1975 bis 1988 der Belorusskoe Optiko-Mechanitscheskoe Objedinenie (russisch Белорусское оптико-механическое объединение, zu deutsch Optisch-mechanische Fabrik Belarus; üblicherweise BelOMO abgekürzt) hergestellt.
Mit über 8,5 Millionen hergestellten Exemplaren zählt sie zu den meistproduzierten Spiegelreflexkameras der Welt. Zusammen mit den beiden verwandten Modellen EM und ET übersteigt die Gesamtproduktion 12 Millionen Exemplare.(Beleg fehlt) Die Markteinführung der ersten Serie wurde auf den XXIII. Parteitag der KPdSU (29. März 1966) gelegt.

## Technische Merkmale

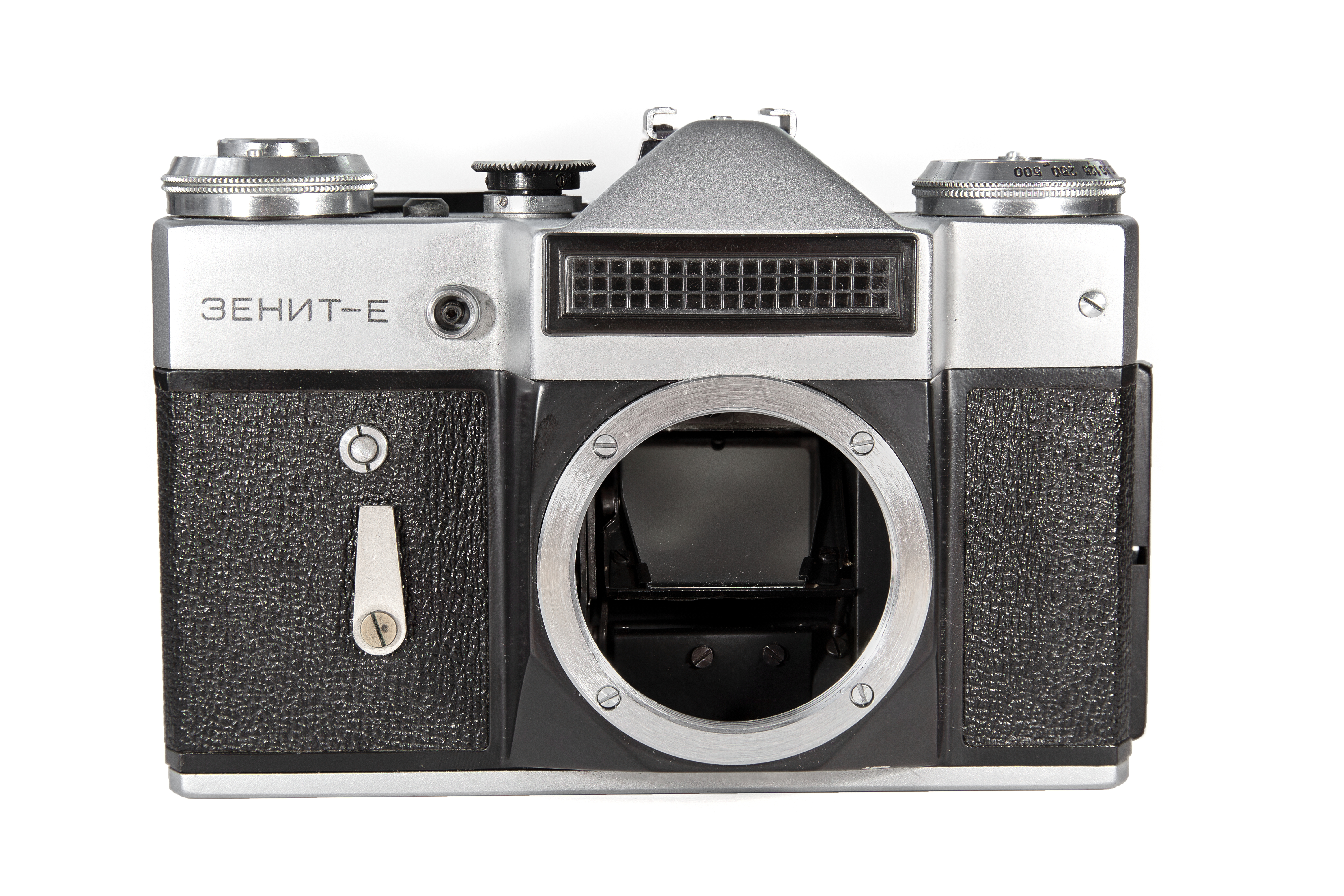
Zenit-E von vorne
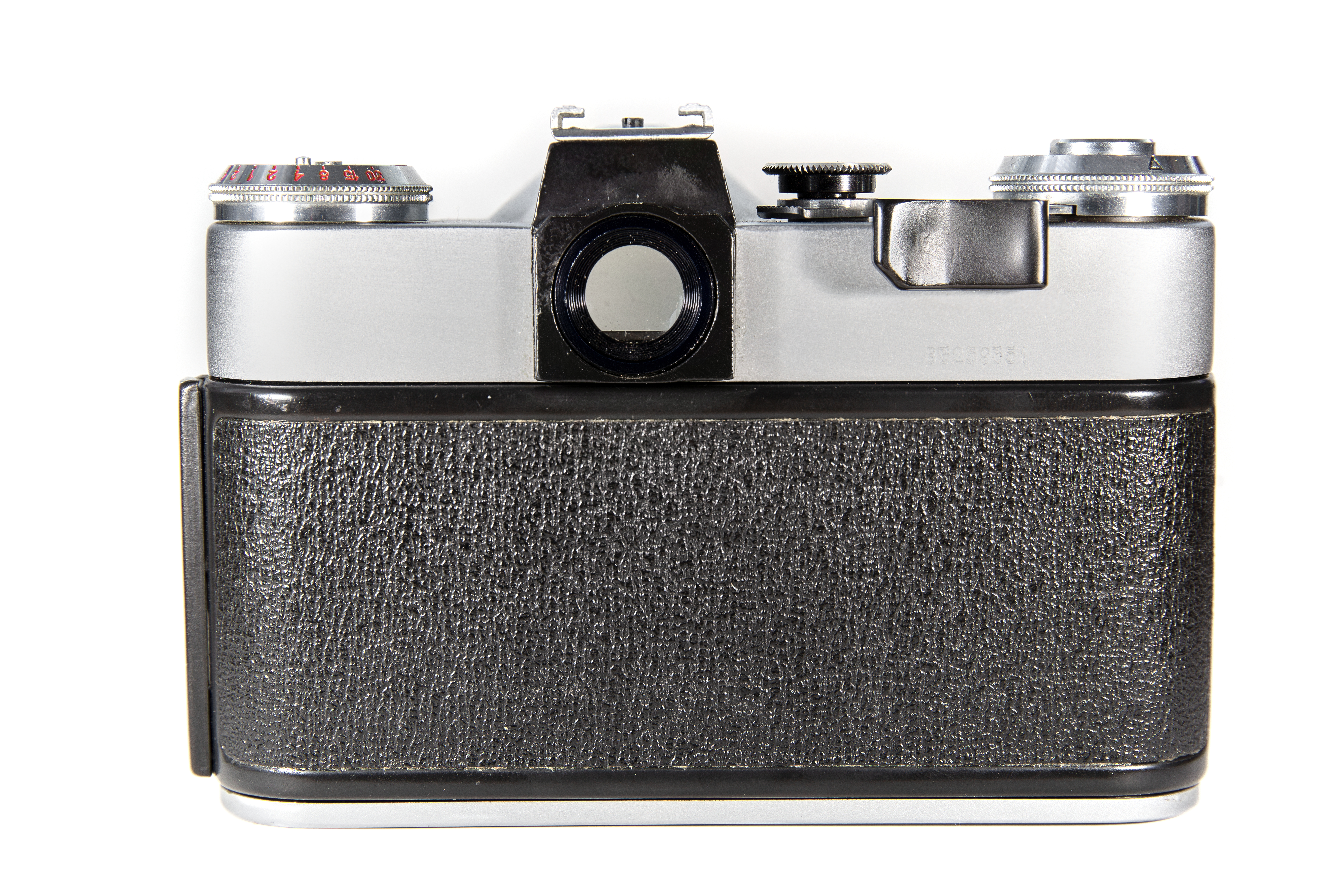
Zenit-E von hinten
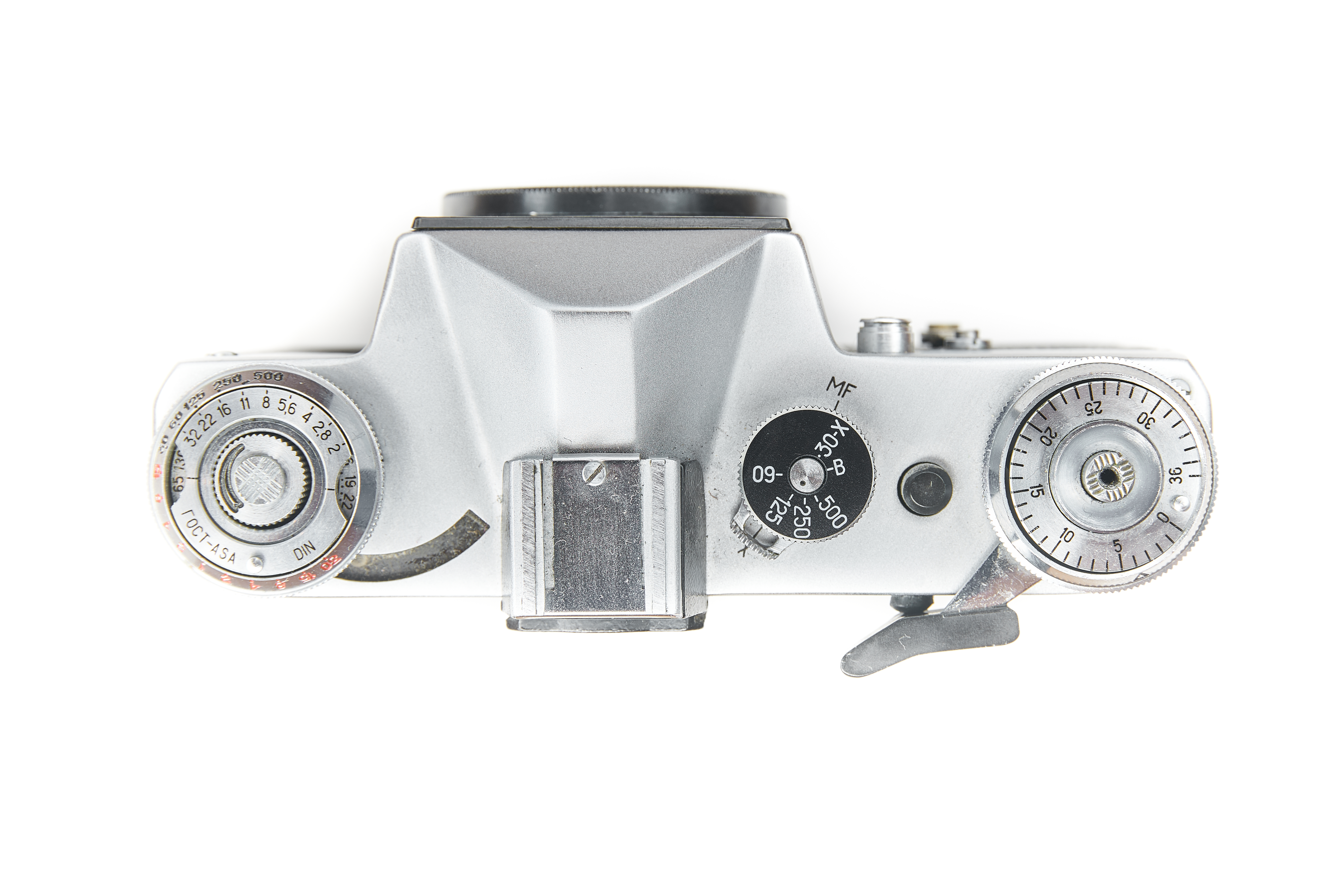
Zenit-E (sowj. Version) von oben
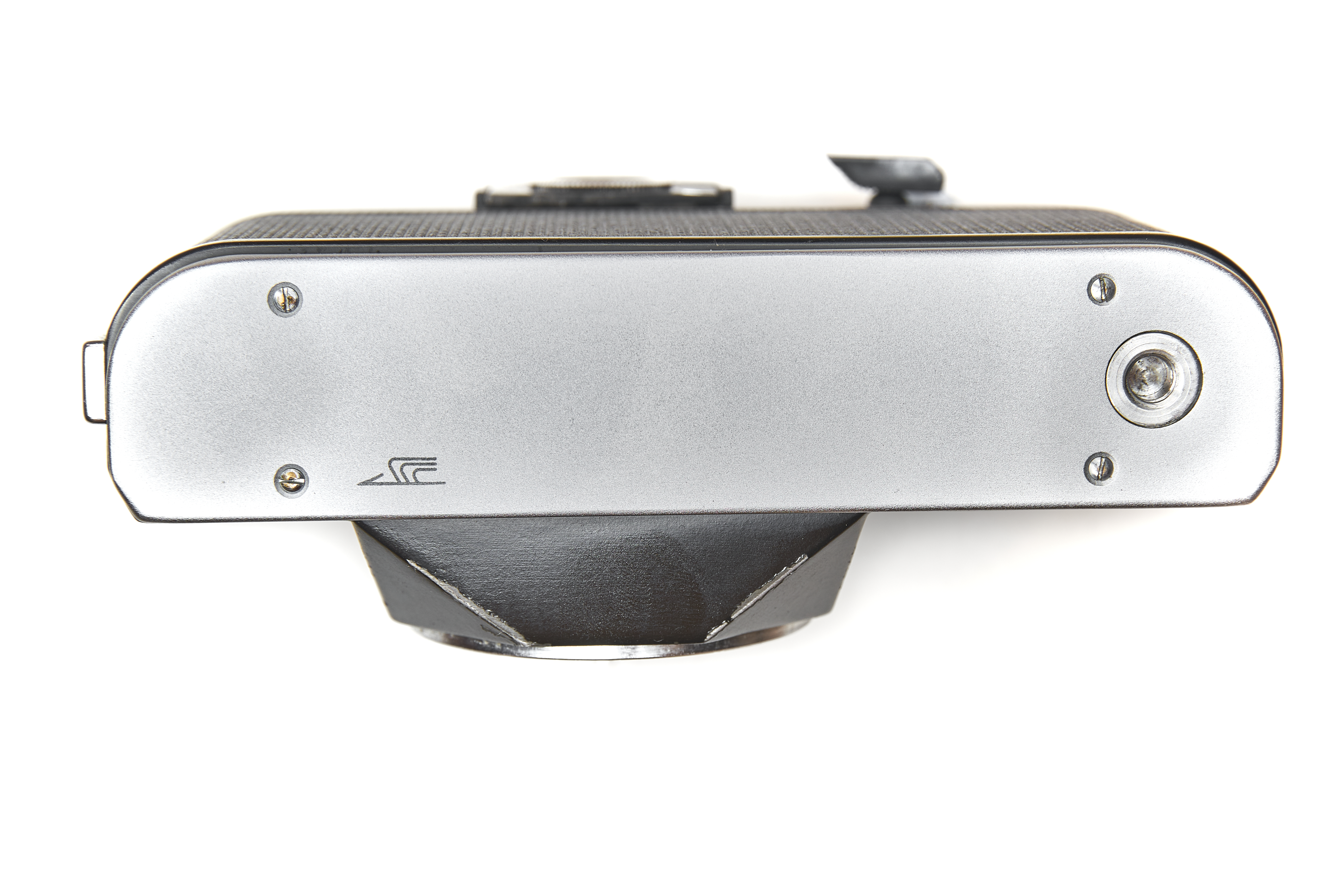
Zenit-E (sowj. Version) von unten
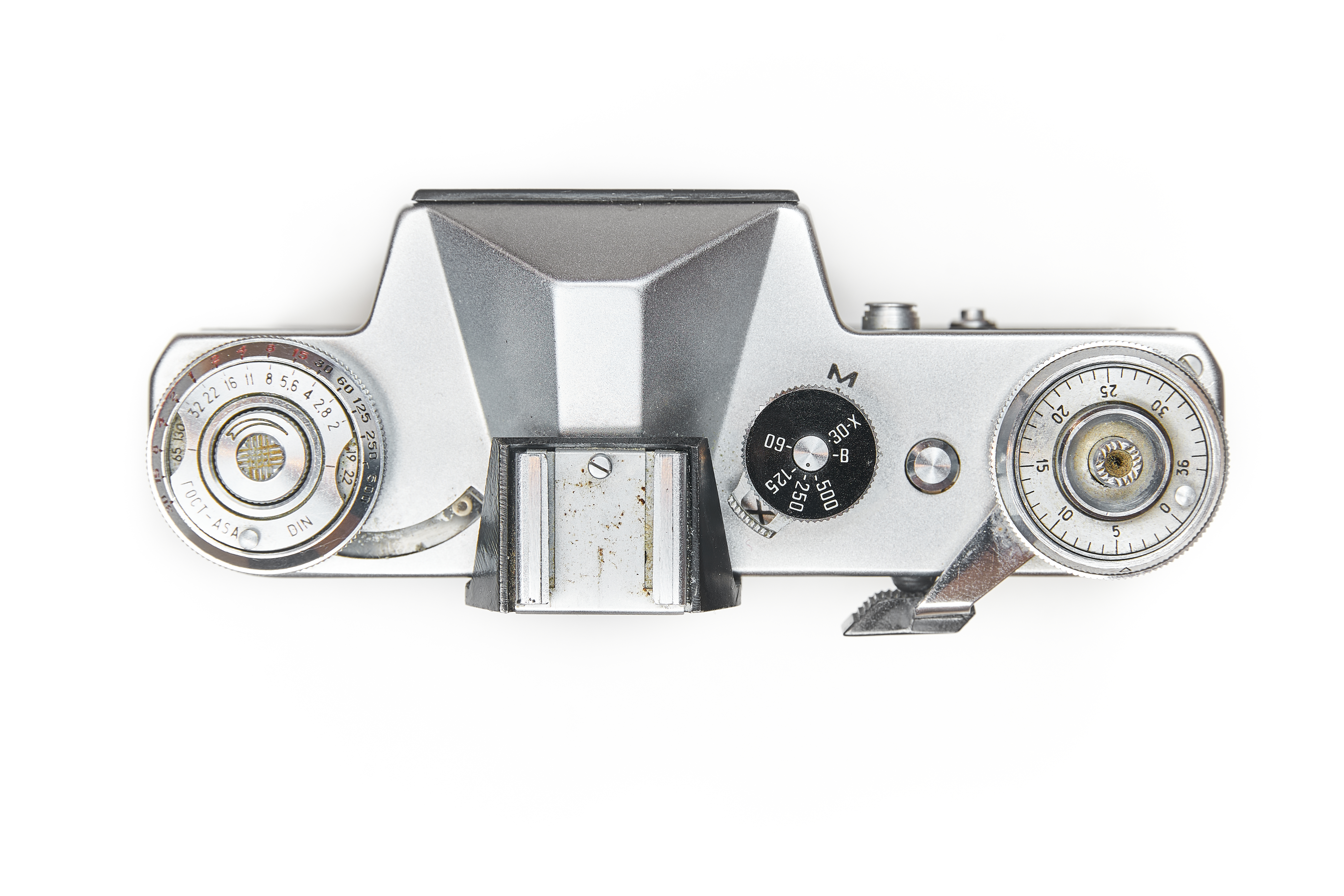
Zenit-E (int. Version) von oben
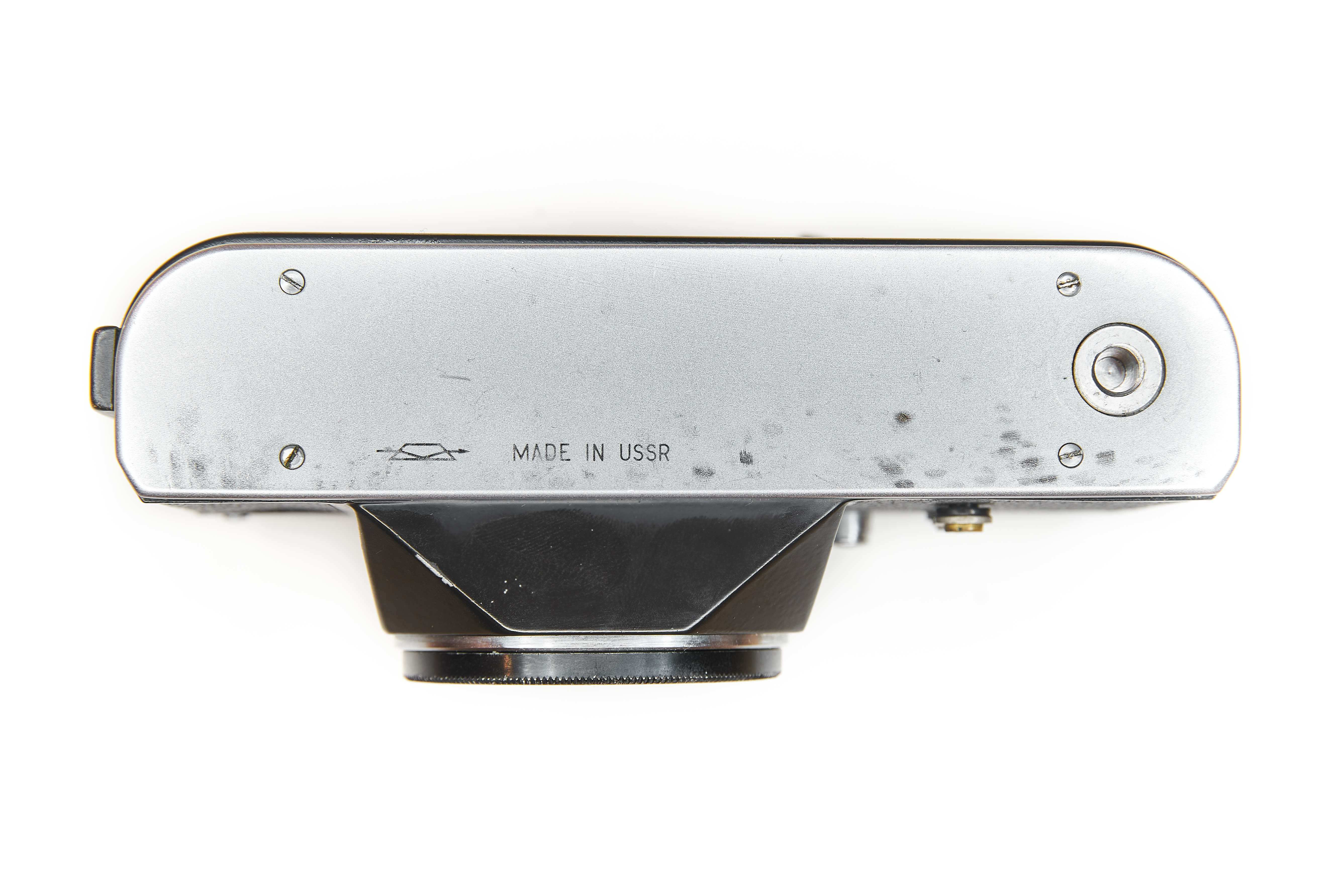
Zenit-E (int. Version) von unten

Die Zenit-E ist eine Weiterentwicklung der 1962–1970 hergestellten Zenit-3M. Von ihr übernahm sie ihr Gehäuse aus einer Aluminiumlegierung mit identischem Auflagemaß sowie einen Schlitzverschluss mit zwei Stoffvorhängen. Die Zenit-E gibt es mit Leder- sowie strukturierter Polyamidapplikation um das Gehäuse sowie die Rückkappe. Eine der wichtigsten Neuerungen war die Verwendung eines Schwingspiegels, der sicherstellte, dass der Sucher sowohl bei gespanntem als auch losgelassenem Verschluss funktionierte. Die Zenit-E war die erste Kamera aus dem Krasnogorsker Werk, die mit einem solchen Spiegel ausgestattet war. Sie verfügt an der Vorderseite über einen mechanischen Selbstauslöser, der den Verschluss nach 10 Sekunden auslöst sowie über einen Blitzsynchronanschluss. Die Auslösemethode lässt sich über eine Scheibe unter dem Belichtungsregler umschalten.
Eine namensgebende Neuerung war der fortschrittliche Selen-Belichtungsmesser: Eine kleine Nadel gibt durch ein Sichtfenster oben im Gehäuse die Lichtstärke an, über den anliegenden Drehregler wird sodann eine zweite Nadel über dem Indikator platziert. Ist die Filmempfindlichkeit korrekt eingestellt, lässt sich an dem Regler die notwendige Belichtungszeit je Blende an einer Skala ablesen. Die Modellbezeichnung E wurde der Kamera als internationaler Hinweis auf das Vorhandensein eines fotoelektrischen Belichtungsmessers sowie zu Ehren des damaligen (1953–1965) KMZ-Direktors I. M. Egorov gegeben.
Anders als die ersten Modelle aus der Zenit-Reihe, deren Objektivgewinde von den Zorki-Messsucherkameras übernommen wurde, erhielt die Zenit-E als erste sowjetische Spiegelreflexkamera ein M42-Schraubgewinde, das damals ein gebräuchlicher Standard war. Dadurch wurden ausländische Objektive wie jene von Pentax, Praktica und Yashica kompatibel mit der Zenit-E. Die Umstellung auf den M42-Standard erfolgte jedoch nicht sofort, sodass die M42-Kameras zunächst nur für den Export hergestellt wurden. Anfang 1966 wurde bei einer ersten Phase der Umstellung der Gehäuseguss geändert, wobei der Durchmesser der Objektivbohrung von 40 auf 43 mm vergrößert wurde. Durch zwei wechselbare Flanschen mit unterschiedlichem Innengewinde konnten so sowohl Objektive mit M39- als auch M42-Gewinde an derselben Kamera montiert werden. Die Produktion des alten Standards wurde ab 1970 schließlich schrittweise zurückgefahren.
Die meisten der kleineren Änderungen am Zenit-E waren auf die Vereinheitlichung mit anderen KMZ-Modellen zurückzuführen, die parallel produziert wurden. So wurden die ersten Exemplare weitgehend an die Zenit-3M angepasst, die bis 1970 gleichzeitig mit der Zenit-E hergestellt wurde. Bei frühen Modellen der Zenit-E waren daher verchromte und gravierte Belichtungsregler zu finden, die nach und nach durch brünierte Regler und geprägte Ziffern ersetzt wurden. Beide Modelle besaßen die gleiche hintere Abdeckung, die mit einem Öffnungsstift ausgestattet war. Nach dem Einstellen der Produktion der Zenit-3M im Jahre 1970 wurde dieser Verschluss neu gestaltet und erhielt flache Federn anstelle der Stifte.
Die ersten Exemplare der Zenit-E hatten noch keinen Blitzschuh. Ab der zweiten Hälfte des Jahres 1966 wurde die Kamera mit einer zweiteiligen Zubehörhalterung ausgestattet. Eine davon war am Okular befestigt und enthielt vertikale Kufen, bei der anderen handelt es sich um einen Zubehörschuh über dem Okular. Die Vorlaufsteuerung unter dem Verschlusszeitenrad ermöglichte die Auswahl der Synchronisation sowohl für elektronische Blitzgeräte als auch für Blitzlichtbirnen.
Bei den meisten Zenit-E-Kameras wurde das Gehäuse mit silberner Farbe beschichtet. Lediglich kleinere Serien wurden in schwarz ausgeliefert, wobei diese exportiert wurden und daher sowohl in der Sowjetunion als auch später in den GUS-Staaten rar waren. Die Kamera wurde mit einem der beiden Standardobjektive Helios 44 oder Industar-50 ausgeliefert. Dazu gab es, je nach Objektiv, eine passende Lederhülle. Am Kameragehäuse selbst befanden sich keine Ösen für einen Schultergurt, sodass ein solcher an der Lederhülle befestigt werden musste. Einer der wichtigsten Gründe für die Verbreitung der Zenit-E war der vergleichsweise niedrige Preis unter den damals verfügbaren sowjetischen Spiegelreflexkameras: In ihrer teuersten Konfiguration (mit einem Helios-44-Objektiv) kostete sie 100 Rubel. Auf dem internationalen Markt war sie daher auch sehr beliebt, da westliche oder japanische Spiegelreflexkameras hiermit nicht konkurrieren konnten. Am Gehäuse befand sich ursprünglich ein 3/8″-Stativgewinde, später wurde das 1/4″-Gewinde der Exportversion übernommen.

## Schwachstellen
Trotz vieler Verbesserungen wurden nicht alle Mängel der Zenit-3M behoben. Hierzu zählte insbesondere das begrenzte Sichtfeld des Suchers, der nur etwa zwei Drittel (20 × 28 mm) des Bildes abbilden konnte. Die Hauptursache für dieses Problem war die Größe des Rahmens des veralteten mit fünf Verschlusszeiten arbeitenden Zorki-Verschlusses. Gleichwohl hatte zum Zeitpunkt der Herstellung der Zenit-E keine andere Spiegelreflexkamera einen solchen Sucher. Die längste Verschlusszeit betrug 1/30 Sekunde und war ein Synchronisationsverschluss (gekennzeichnet als 30-X), der es nahezu unmöglich machte, bei hellem Tageslicht mit einem Aufhellblitz zu fotografieren. Wie beim Vorgänger verloren die Stoffvorhänge bei leichtem Frost an Elastizität und konnten so den Verschluss blockieren. Eine unzureichende Abschirmung und Schwärzung der internen Bauteile führte zu Lichtreflexionen an den Kamerateilen, was den Kontrast verringerte. Der mit einer externen Fotozelle ausgestattete Selen-Belichtungsmesser war den damals weit verbreiteten Fotowiderständen in Bezug auf Empfindlichkeit und Haltbarkeit weit unterlegen und reagierte aufgrund seiner Empfindlichkeit in Innenräumen nur marginal. Der manuell auf 0 eingestellte Bildzähler galt als überflüssig, da er bei fast allen ausländischen und einigen sowjetischen Kameras automatisch zurückgesetzt wurde, wenn die Rückwand geöffnet wurde. Auch die Filmrückspulung mit einem gerändelten Handrad war in Bezug auf Komfort und Effizienz den Handkurbeln unterlegen, die inzwischen zum allgemeinen Standard geworden waren.
Die mechanische Kamera hatte keine Blendensteuerung, was die Fokussierung, die eine möglichst weit geöffnete Blende erforderte, erschwerte. Objektive mit einem Mechanismus zur Blendenvorwahl, der es ermöglichte, sie nach dem Fokussieren manuell zu schließen, waren hierauf abgestimmt. Diese Blende wurde bei Wechselobjektiven der A-Reihe sowie dem Industar-61 und Helios 40-2 eingebaut.
Gleichzeitig war die Konstruktion der Kamera sehr solide und erforderte kein hohes Maß an Geschick bei der Reparatur. Für Amateurfotografen reichte der Bestand an Zuverlässigkeit für eine lebenslange Nutzung aus, während professionelle Fotografen kleinere Störungen selbst reparieren konnten. Der mechanische Verschluss und der Selen-Belichtungsmesser benötigten keine Batterien und arbeiteten autonom. Das mattierte Sucherglas ohne Fokussiervorrichtungen oder Markierungen verzerrte die Komposition nicht. In den Nachfolgemodellen Zenit-EM und Zenit-TTL wurde der Verschluss durch einen primitiven Blendendrücker schwergängig und der Sucher verlor mit seiner Kunststoff-Fokussierscheibe an Abbildungsleistung. Die Zenit-E blieb daher lange Zeit wegen ihrer einfachen Fokussierung auf der Milchglasoberfläche und der sanften Auslösung beliebt.

## Sondermodelle

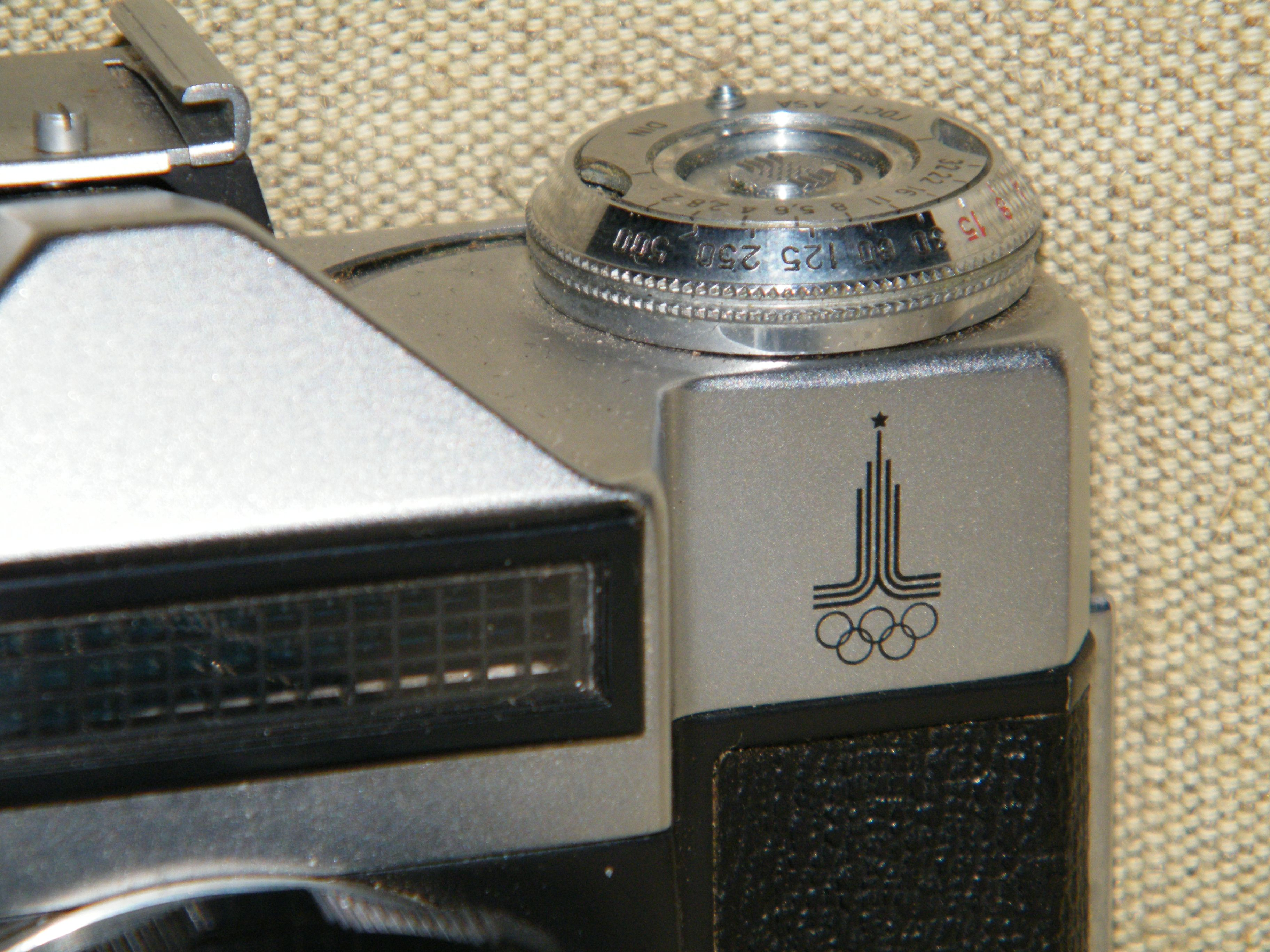
Gravur des Logos anlässlich der Olympischen Sommerspiele 1980 in Moskau

- Anlässlich des XXV. Parteitages der KPdSU 1976 wurde eine Sonderedition mit rot gravierter Flagge der Sowjetunion angeboten.
- 1977 gab es die Zenit-E mit einer rot gravierten sowjetischen Flagge und den Jahreszahlen 1917–1977 anlässlich des 60-jährigen Jubiläums der Oktoberrevolution.
- Zu den Olympischen Sommerspielen 1980 in Moskau wurden eine Sonderedition der Zenit-E produziert; eine mit rotem ins Gehäuse graviertem Logo der Sommerspiele und eines mit einer farblosen Gravur der olympischen Ringe und dem Titel MOSKVA 80.[24] Letztere gab es auch für die US-Variante Kalimar SR 200. Für diese Modelle wurden 10 Rubel mehr aufgerufen. Sie wurden ausschließlich mit lateinischen Buchstaben beschriftet.[25]

## Verwandte Modelle

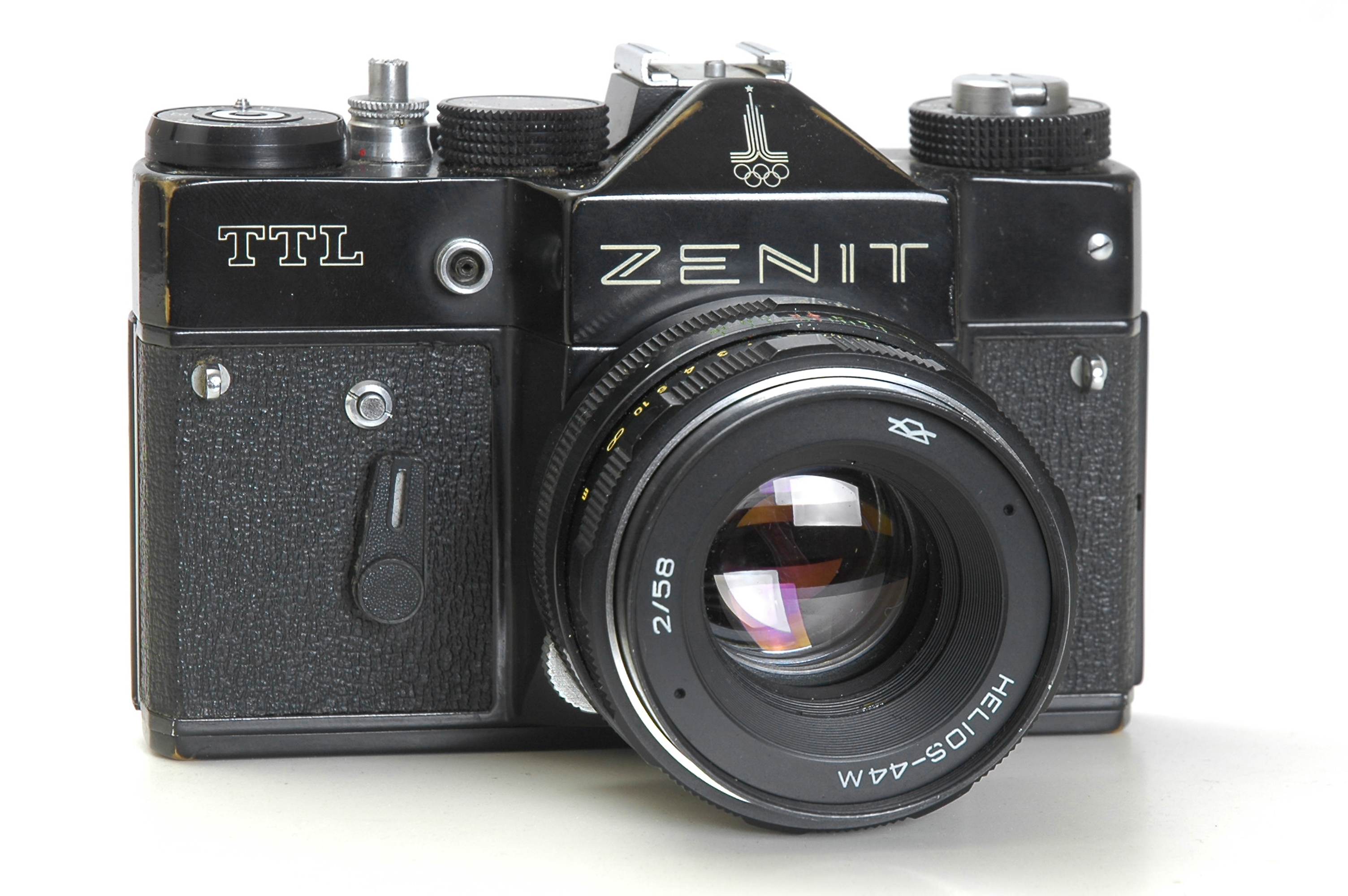
Zenit-TTL aus 1980 mit einem Helios-44M

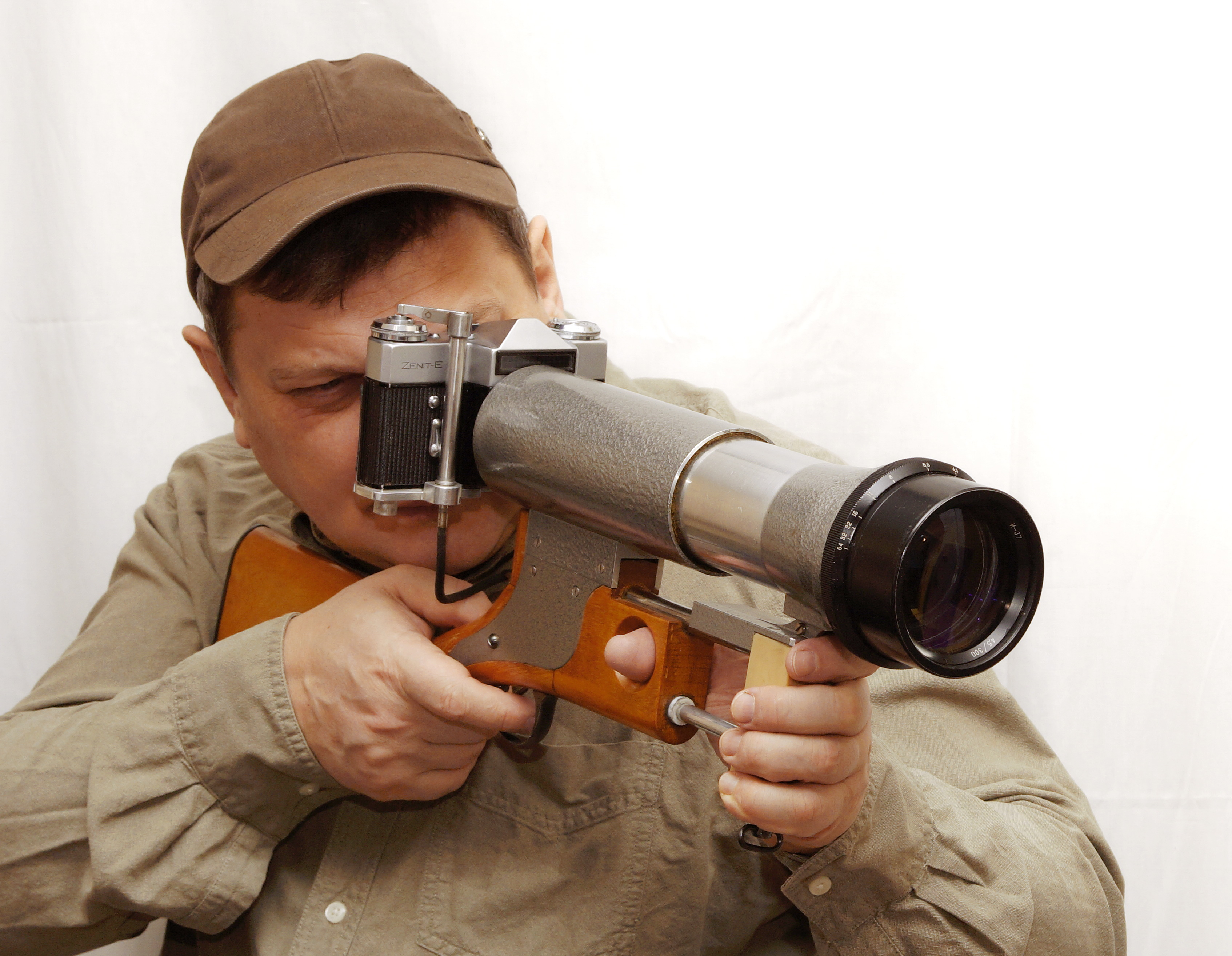
Zenit-E mit einem Industar-37 an einer chronofotografischen Flinte

Auf Basis der Zenit-E wurden im Laufe der Zeit weitere verschiedene Modelle der Zenit-Familie hergestellt:
- Zenit-66 (1965–1966): Vorserie der Zenit-E
  - Zenit-E (1965–1966): Erste Zenit-E mit M39-Objektivgewinde.
  - Zenit-E 1967 (1967–1986): Massenproduzierte Zenit-E mit M42-Objektivgewinde.
    - Zenit-V (1968–1973): Die Modellbezeichnung V gilt zu Ehren des damaligen (1965–1968) KMZ-Direktors L. A. Voronin. International ist die V-Serie aufgrund der unvollständigen Transliteration des kyrillischen Alphabets (В = V) als B-Modellreihe bekannt. Zenit-E ohne Belichtungsmesser.[27] Es wurden 889.617 Kameras hergestellt.
      - Zenit-VM bzw. -BM (1972–1973): Zenit-EM mit Druckblendenmechanismus. Die Standardobjektive waren das Industar-61M und Helios 44-2.[28]
      - Zenit-VE bzw. -BE (1971–1985): Zenit-B mit rundem Rahmenfenster zum Anschluss an ein Endoskop zu medizinischen Zwecken. Von der Zenit-VE gab es die Modelle VE1, VE2 und VE3, die sich in den Eigenschaften der im Set enthaltenen Objektive und ihrer Anzahl unterschieden. Der Zenit-VE fehlten jedoch einige Eigenschaften, die für die Aufnahme von Bildern mit endoskopischen Geräten erforderlich waren, so etwa feiner einstellbare Verschlusszeiten. Auf Basis der Zenit-16 wurde daher 1974 die Surpris-MT (russisch Сюрприз-МТ) entwickelt, die sich für diesen Einsatz besser eignete. Diese wurde 1982 wiederum von der Surpris-MT1, die auf der Zenit-19 basierte, abgelöst.

    - Zenit-EM (1972–1985): Zenit-E mit Druckblendenmechanismus, Kunststoff-Einstellscheibe mit flacher Fresnel-Linse und Mikroprismenring. Die Standardobjektive waren das Industar-61M und Helios-44M. Das Modell war ursprünglich mit einem Belichtungsmesser auf Basis eines Fotowiderstandes geplant.[29]
      - Zenit-11: Zenit-EM mit kleinen Verbesserungen. Während der Entwicklung wurde sie als Zenit-EM2 geführt.

    - Zenit-ET (1982–1995): Zenit-E mit nicht drehbarem Verschlussknopf ähnlich wie bei der Zenit-10. Es gab unterschiedliche Versionen etwa mit Druckblende, mit versteckter Rückwandverriegelung und ohne Belichtungsmesser. 1981–1982 wurde sie bei KMZ hergestellt, danach bei BelOMO. Die Zenit-ET war als Nachfolgemodell für die Zenit-E geplant.[30]
    - Zenit-ES (1965–1982): Zenit-E mit Auslöser am Boden zum Anschluss an eine chronofotografische Flinte (Fotosniper FS-3). Die Standardobjektive waren das Helios 44-2 und Tair-3FS.
    - Zenit-50 (1973–1974): Experimentelle Kamera mit TTL-Blitzmessung, die im Gegensatz zu späteren Produktionen jedoch nach dem mechanischen Prinzip funktioniert. Die erforderlichen Tests wurden 1974 zwar überstanden, sie ging jedoch nicht in die Serienproduktion und gilt daher als Übergangskamera zur Zenit-12. Die Verschlusszeit war 1–1/1000 s.

  - Zenit-U
  - Zenit-T1 (1978): Vorserie der Zenit-19
  - Zenit-10 (1981–1982): Weiterentwicklung der Zenit-E Ende der 1970er Jahre, die zunächst Zenit-E2 hieß. Der Verschlusskopf wurde umgestaltet, es gab einen versteckten Verschluss auf der Rückseite, der mit der Wickelspule arretierte und einige andere Verbesserungen wurden eingearbeitet. Die Mattscheibe hat eine matte Oberfläche und ein Mikroraster. Da sich die Kamera als Ganzes bis auf das Blendenrad nicht von der Zenit-11 unterschied, wurde sie 1981 in einer Auflage von 105 Exemplaren und erst 1982 in Serie produziert. Im selben Jahr wurde ihre weitere Produktion als unvernünftig angesehen und eingestellt.[31]
  - Zenit-M
  - Laboratorskij Zenit: Reihe von Serienkameras ohne Belichtungsmesser und mit einem anderen Okular zur Verwendung im Labor.
- Zenit-TTL (1976–1985): Eigenständiges Modell mit TTL-Blitzmessung.[32]

## Vertrieb

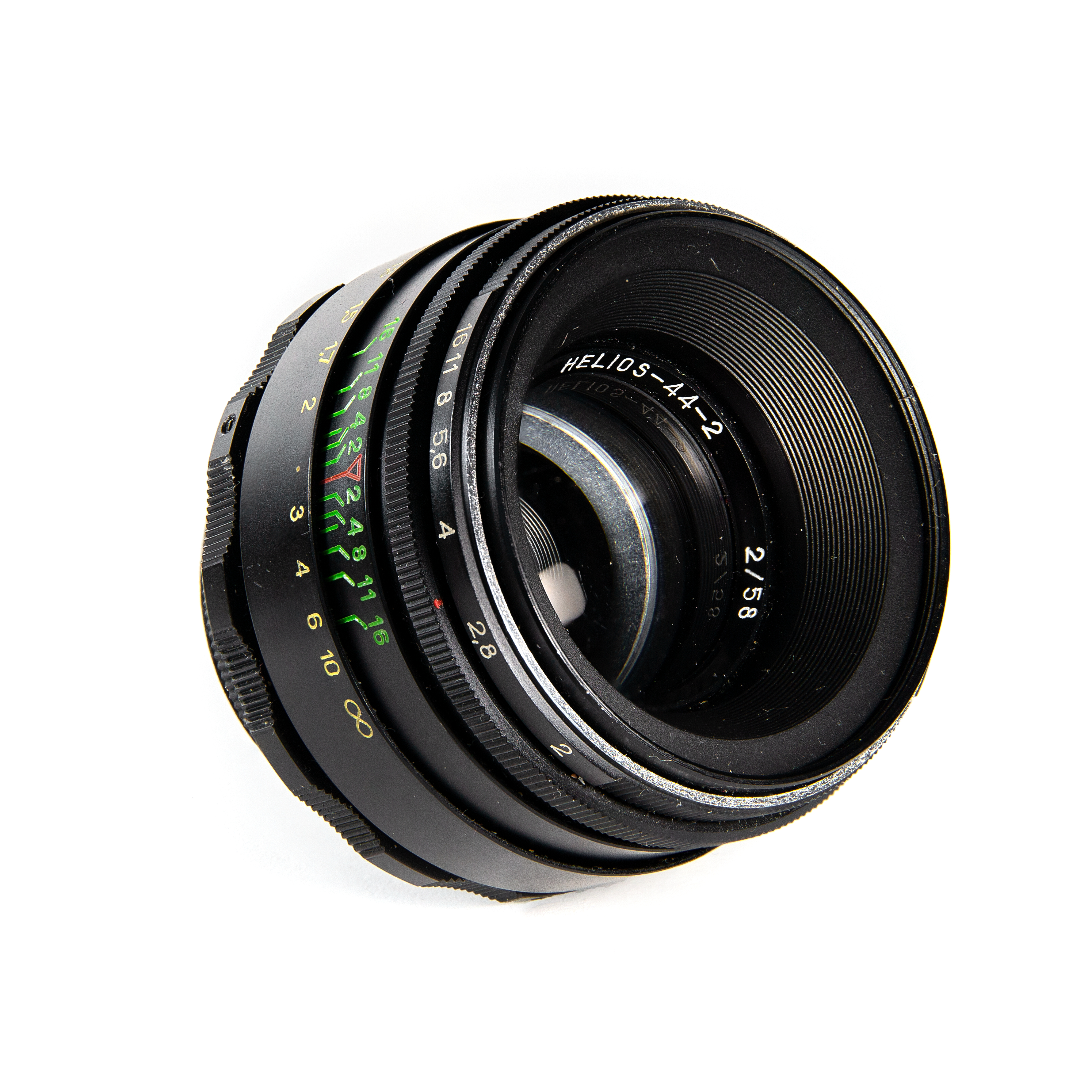
Standardobjektiv Helios 44-2

1980 betrug der Einzelhandelspreis einer Zenit-E mit Industar-50-2-Objektiv 77 Rubel, mit einem Helios 44-2 kostete sie 100 Rubel. Ähnliche Sets der Zenit-V bzw. -B kosteten 10 Rubel weniger. Der Verkaufspreis der Zenit-EM betrug im selben Jahr 140 Rubel.
In der Sowjetunion herrschte eine große Nachfrage nach Spiegelreflexkameras. Ein beträchtlicher Teil der Geräte wurde jedoch exportiert und blieb eine wichtige Quellen in Bezug auf Konvertibilität. Bis zu 40 Prozent der Exporte gingen in entwickelte kapitalistische Länder. Daher war der sowjetische Inlandsmarkt selbst bei jährlichen Auflagen von Hunderttausenden von Exemplaren erst Mitte der 1980er Jahre dahingehend gesättigt. Trotz der Knappheit zogen die Käufer die von KMZ produzierten Kameras den von BelOMO hergestellten vor, da sie diese für qualitativ hochwertiger hielten.
Außerhalb der Sowjetunion wurde die Zenit-E von dem Moskauer Unternehmen Mashpriborintorg sowohl unter dem ursprünglichen Namen in lateinischer Schrift (Zenit-E) als auch unter den Marken Revueflex-E (Deutschland), Phokina und Photokina-XE (Frankreich), Delta 1, Kalimar SR 200, Kalimar SR 300, Spiraflex und Cambron SE (USA), Meprozenit-E (Japan), Diramic RF100 und Diramic R1 (Kanada) sowie Dixons Prinzflex 500E (Vereinigtes Königreich) vertrieben. Im Neckermann-Katalog Herbst/Winter 1981/82 lag der deutsche Preis einer Zenit E mit einem Helios-44-2-Objektiv bei 199 DM; in demselben Katalog wurden für die Canon A-1 mit Objektiv 1585 DM, für die Minolta XD7 1295 DM, für die Pentax ME Super 649 DM und für die Nikon EM 499 DM ausgerufen.
Der besonders günstige Preis der Zenit-E-Spiegelreflexkamera und die Kompatibilität mit über 1000 verschiedenen M42-Wechselobjektiven verhalf der Zenit-E eines der bekanntesten sowjetischen Produkte außerhalb der Sowjetunion zu werden. Sie ist heute immer noch häufig auf ausländischen Flohmärkten sowie Online-Marktplätzen zu finden. In den 2020er Jahren wurde die Zenit-E zwischen 2500 und 4000 Rubel bzw. 20–50 Euro gehandelt.